# Kobresia kansuensis
Kobresia kansuensis är en halvgräsart som beskrevs av Georg Kükenthal. Kobresia kansuensis ingår i släktet sävstarrar, och familjen halvgräs. Inga underarter finns listade i Catalogue of Life.